# Guitalele
Guitalele (někdy též Kiku) je strunný hudební nástroj kombinující prvky klasické kytary a ukulele, a je proto také nazýván jako hybrid mezi těmito dvěma nástroji. Velikostně je přibližně čtvrtinový oproti plné velikosti klasické kytary. Z té si pak také zachovává tradiční počet šesti strun, které jsou ovšem laděny postupně ADGCEA (tj. jako transpozice u kytary na pátý pražec). Z ukulele pak přejímá vlastnost přenositelnosti, čímž je u hudebníků velmi oblíbený jako cestovní nástroj.
Mezi prvními společnostmi, které začaly tento hudební nástroj vyrábět sériově, je japonská Yamaha se svým modelem Yamaha GL-1.